# Chaumont (Normandia)
Chaumont è un comune francese di 167 abitanti situato nel dipartimento dell'Orne nella regione della Normandia.

## Società

### Evoluzione demografica
Abitanti censiti